# Kanton Montreuil-Ouest
Kanton Montreuil-Ouest is een voormalig kanton van het Franse departement Seine-Saint-Denis. Kanton Montreuil-Ouest maakte deel uit van het arrondissement Bobigny en telde 28.508 inwoners (1999).
Het werd opgeheven bij decreet van 21 februari 2014 met uitwerking op 22 maart 2015.

## Gemeenten
Het kanton Montreuil-Ouest omvat de volgende gemeente:
- Montreuil (deels)